# سوسپیریا
سوسپریا (pronounced [susˈpi.ri.a]) ۱۹۷۷ فیلم ترسناکی به کارگردانی داریو آرجنتو و به‌طور مشترک توسط آرجنتو و داریا نیکولودی بر اساس مقاله سوسپریا دِ پروفاندیس (جیغ‌هایی از اعماق) به سال ۱۸۴۵ کار توماس دی کوینزی نوشته شده‌است. این فیلم به‌طور مشترک توسط کلاودیا و سالواتوره آرجنتو تولید شده‌است. فیلم با بازیگری جسیکا هارپر که هنرجوی باله آمریکایی است که به تازگی آکادمی رقص پر آوازه‌ای در آلمان منتقل شده‌است. او اما متوجه چیزی بیسیار شوم و ماورای طبیعی که در میان سلسله‌ای از قتل‌ها در گوشه و کنار آکادمی در جریان است می‌شود. در این فیلم همچنین از بازی استفانیا کاسینی، فلاویو بوچی، میگل بسه، آلیدا والی، اودو کیر و جوآن بنت در آخرین فیلمش استفاده شده‌است. این اولین فیلم ترسناک آرجنتو است که تی‌اچ‌اکس THX-certified صوتی و تصویری دارد.

## جوایز
- ۱۹۷۸ نامزد جایزه ساترن برای بهترین بازیگر نقش مکمل زن – جوان بنت
- ۲۰۰۲ نامزد جایزه ساترن برای بهترین دی وی دی فیلم‌های کلاسیک انتشار

## نگارخانه

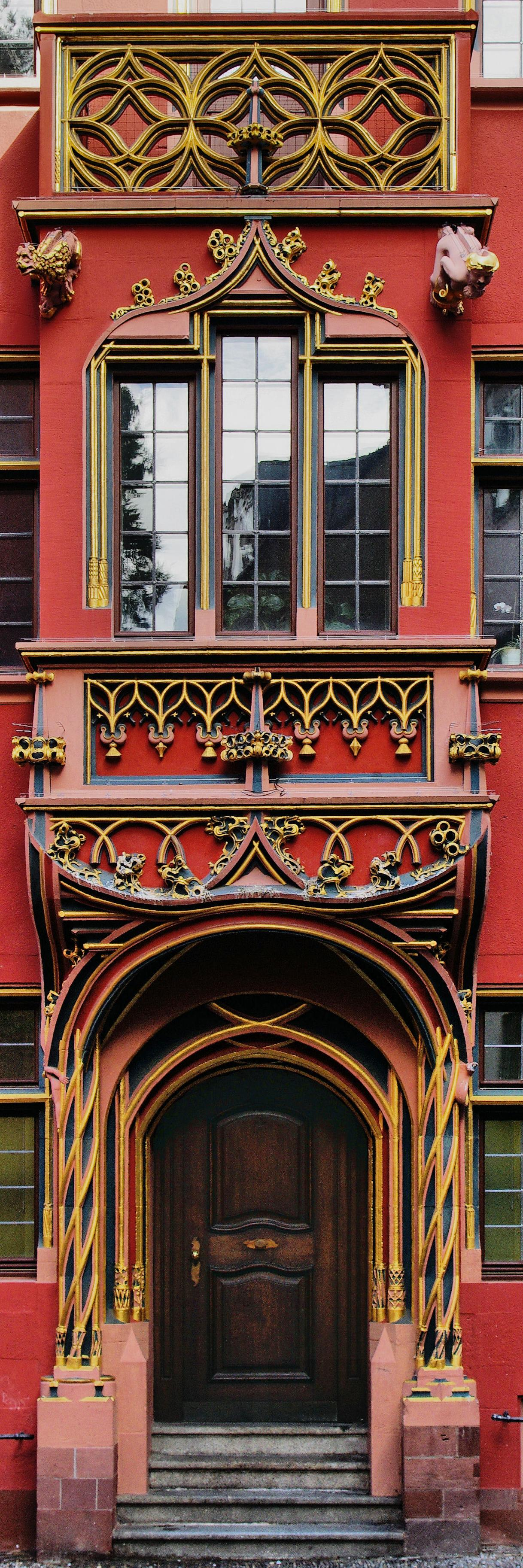
از خانه ویل در فرایبورگ به عنوان آکادمی رقص در فیلم استفاده